# Geoffrey Mujangi Bia
Geoffrey Mujangi Bia (* 12. August 1989 in Kinshasa, Zaire) ist ein belgischer Fußballspieler. Der in der heutigen DR Kongo geborene Mittelfeldspieler wurde im Jahr 2017 von Kayserispor unter Vertrag genommen.

## Sportlicher Werdegang
Gemeinsam mit seiner Familie emigrierte Mujangi Bia aus seiner zentralafrikanischen Heimat ins belgische Zellik und fiel erstmals in der Hauptstadt Brüssel in der Jugendabteilung von Union Saint-Gilloise auf. Der sowohl auf den Außenbahnen als auch zentral einsetzbare Mittelfeldakteur weckte die Aufmerksamkeit der Talentesichter von RSC Anderlecht, die den ihn prompt in die vereinseigene Akademie aufnahmen. Mujangi Bia war dort Teil eines vielversprechenden Jahrgangs, machte aber als Heranwachsender auch durch einige Dummheiten und Undiszipliniertheiten von sich reden, die wiederum zu seiner Entlassung führten.
Einige Monate später schloss er sich Sporting Charleroi an, wo er anlässlich einer 0:1-Niederlage gegen den SV Zulte Waregem am 17. Dezember 2006 seinen Profieinstand gab. In der anschließenden Spielzeit 2007/08 gelangen ihm in der Jupiler League seine ersten drei Ligatore, bevor er als belgischer U-21-Auswahlspieler in der Saison 2008/09 mit 28 Ligapartien endgültig den sportlichen Durchbruch feierte.
Mit seiner kreativen Spielweise und überdurchschnittlichen Schusshärte erarbeitete sich Mujangi Bia einen Ruf, der auch über die belgischen Grenzen hinausging und am 21. Januar 2010 entschloss sich der englische Erstligist Wolverhampton Wanderers zu einem Ausleihgeschäft bis zum Ende der Spielzeit 2009/10 – plus einer Option auf einen anschließenden Transfer. Neun Tage später debütierte der Neuling in der Premier League und verpasste beim 2:2 gegen Hull City nach seiner späten Einwechslung den Siegtreffer nur knapp. Zum Ende der Saison verlängerten die Wolves mit Bia die Leihperiode um ein weiteres Jahr.
Im April 2011 verkündete die Vereinsführung von Standard Lüttich die Verpflichtung von Mujangi Bia und dessen Unterzeichnung eines Dreijahresvertrags. Von 2012 bis 2013 wurde der Nationalspieler für ein Jahr an den FC Watford verliehen, war dort aber minder erfolgreich und brachte es auf lediglich drei Ligaeinsätze. Zurück in Belgien wurde er rasch zur Stammkraft in der Offensivreihe seines Klubs. Dies blieb auch in der unlängst (Stand: 12. August 2014) gestarteten Saison 2014/15 gleich, in der Mujangi Bia bereits drei Tore und eine Vorlage in zwei Partien vorweisen kann.
Zur Saison 2017/18 wechselte er zum türkischen Erstligisten Kayserispor.

## Belgische Nationalmannschaft
Mujangi Bia entschied sich gegen einen Auftritt für sein kongolesisches Geburtsland und wurde stattdessen Teil der belgischen Nationalmannschaft. Im Kirin Cup debütierte er am 29. Mai 2009 für die „roten Teufel“ und trennte sich von der chilenischen Auswahl mit einem 1:1-Remis. Zuvor hatte er bereits für den belgischen U-20- und U-21-Nachwuchs gespielt.